# Louis Nganioni
Louis Nganioni (* 3. Juni 1995 in Melun) ist ein französischer Fußballspieler.

## Karriere

### Verein
Nganioni begann seine Karriere beim Melun FC. Danach spielte er bei Le Mée SF und dem CS Brétigny, ehe er 2010 in die Jugend von Olympique Lyon kam. Im April 2013 debütierte er für die B-Mannschaft von Lyon in der CFA, als er am 30. Spieltag der Saison 2012/13 gegen Tarbes PF in der Startelf stand und in der 60. Minute durch Alassane Pléa ersetzt wurde. Sein erstes Tor für Lyon B erzielte er im Januar 2015 bei einem 5:1-Sieg gegen die AS Saint-Priest.
Zur Saison 2015/16 wurde Nganioni in die Niederlande an den FC Utrecht verliehen. Im August 2015 debütierte er für Utrecht in der Eredivisie, als er am ersten Spieltag jener Saison gegen Feyenoord Rotterdam in der Startelf stand. Bis Saisonende kam er zu elf Einsätzen in der höchsten niederländischen Spielklasse.
Zur Saison 2016/17 wurde er an den Zweitligisten Stade Brest weiterverliehen. Sein Debüt in der Ligue 2 gab er im Juli 2016 gegen den Gazélec FC Ajaccio. Sein einziges Tor für Brest erzielte Nganioni im März 2017 bei einem 3:0-Sieg gegen Stade Laval. Nach dem Ende der Leihe kehrte er im Sommer 2017 zu Lyon zurück.
In der Saison 2017/18 absolvierte er jedoch kein einziges Spiel für Lyon. Im Juli 2018 absolvierte er ein Probetraining beim österreichischen Bundesligisten FK Austria Wien. Im August 2018 wechselte er nach Bulgarien zu Lewski Sofia, wo er einen Zweijahresvertrag erhielt.

### Nationalmannschaft
Nganioni spielte im September 2010 erstmals für eine französische Jugendnationalauswahl. Mit der U-17-Auswahl nahm er 2012 an der Europameisterschaft teil. Bei dieser kam er in allen drei Spielen der Franzosen zum Einsatz, die als Gruppendritter bereits in der Vorrunde ausschieden. Mit der U-19-Mannschaft nahm er 2013 ebenfalls an der EM teil, wo Frankreich Zweiter wurde. Nganioni kam jedoch während des Turniers zu keinem Einsatz.